# یوروک‌کاراجااورن (بولوادین)
یوروک‌کاراجااورن (به ترکی استانبولی: Yürükkaracaören) یک منطقهٔ مسکونی در ترکیه است که در بولوادین واقع شده‌است.